# Huperzia tenuis
Huperzia tenuis là một loài thực vật có mạch trong Họ Thạch tùng. Loài này được (Humb. & Bonpl. ex Willd.) Trevis. mô tả khoa học đầu tiên năm 1874.